# 시에라리온 달러
시에라리온 달러는 1791년에서 1805년까지 시에라리온의 통화였다. 1 시에라리온 달러는 100 센트로 나뉘었고 시에라리온 회사에서 발행되었다. 시에라리온 달러는 1 시에라리온 달러 = 4 실링 2 펜스로 고정환율제를 도입하고 교환되었다.(영국 파운드)

## 동전
1791년, 1, 10, 20, 50 센트, 1 페니, 1 달러 동전이 발행되었다. 1 센트 동전과 1 페니 동전은 청동으로 만들어졌고 나머지는 은으로 만들어졌다. 모든 동전은 사자가 앞면에 있고 뒷면에는 2개의 악수하는 손이 있는데 하나는 하얀색이었고 다른 손은 검은색이었다.